# Dulce de membrillo rubio de San Juan
El dulce de membrillo rubio de San Juan es una denominación de origen (DO) argentina que protege e identifica al dulce de membrillo rubio producido en oasis productivos de la provincia de San Juan.

## Características del producto
El dulce de membrillo rubio de San Juan es un producto artesanal típico de la provincia. Su elaboración de un siglo de tradición en conjunto con la geografía característica de San Juan lo convierten en un producto muy diferente al dulce de membrillo industrial y al genérico.
El color rubio claro, uniforme, con distintas tonalidades hacia el amarillo, naranja o castaño rojizo, son resultado del uso de las variedades de membrillo existentes en San Juan (Criollo y Champion), que poseen atributos distintivos de sabor, aroma y olor derivados de los factores agroecológicos de los valles en que son cultivados. Su elevada cantidad de pectina natural  hace innecesario el uso de gelificantes y espesantes y contribuye a eliminar residuos y toxinas del organismo. Se genera debido a la alta heliofanía de San Juan, es decir, el tiempo en que el territorio y sus cultivos reciben radiación solar directa, con más de 300 días de sol por año. A esto se suma un cuidado proceso de selección de frutos sanos, frescos, sin defectos por golpes o plagas y una elaboración a escala artesanal o empresarial, que evita la oxidación.
Los membrillos son cultivados en varios oasis productivos. Para la elaboración del dulce se utiliza pulpa de membrillo y azúcar, sin agregados. Posee aroma y sabor a membrillo intenso, una textura suave, firme y tierna a la vez. Tiene asimismo una granulometría tal que hace percibir las células pétreas.

## Producción
El membrillo es uno de los principales cultivos frutícolas de la provincia de San Juan, que posee aproximadamente unas 700 hectáreas de este cultivo. Los productores de dulce de membrillo rubio de San Juan son:
- Pequeñas y medianas agroindustrias, entre 10 y 12 empresas mayormente familiares, que procesan el dulce de membrillo y lo venden en el mercado regional y nacional.

- Cooperativas y precooperativas, principalmente integradas por mujeres conocidas como Las dulceras, que fabrican distintas clases de dulces, entre ellos el de membrillo.

- Escuelas Agrotécnicas de la provincia de San Juan. Hay 14 establecimientos educativos, 12 de gestión pública y 2 de gestión privada, en los que se elaboran mayormente pulpa y dulce. Los alumnos aprenden sobre el cultivo, la cosecha y el procesamiento.

- Microemprendimientos artesanales. Productores familiares que venden su producto en ferias locales o en su vecindario.[2]